# Чюшю
Чюшю (тиб. ཆུ་ཤུར་རྫོང, Вайли: chu shur rdzong; кит. упр. 曲水县, пиньинь Qūshuǐ xiàn, палл. Цюйшуй сянь) — уезд городского округа Лхаса Тибетского автономного района КНР.

## История
Уезд был создан в 1960 году путём объединения двух тибетских дзонгов.
В 2014 году открылась Железная дорога Лхаса - Шигадзе со станциями Чюшю и Царбананг на территории уезда.

## Административное деление
Уезд делится на 1 посёлок и 5 волостей:
- Посёлок Чюшю[англ.] (曲水镇)
- Волость Ньетанг (聂当乡)
- Волость Царбананг (茶巴拉乡)
- Волость Цайна (才纳乡)
- Волость Нам (南木乡)
- Волость Дагар (达嘎乡)